# NGC 2363
NGC 2363 je galaksija u zviježđu Žirafi.

## Vanjske poveznice
- SEDS: NGC 2363